# Спишка Стара Вес
Спишка Стара Вес (слч. Spišská Stará Ves, мађ. Szepesófalu, пољ. Spiska Wieś) град је у Словачкој, који се налази у оквиру Прешовског краја, где је у саставу округа Кежмарок.

## Географија
Спишка Стара Вес је смештена у северном делу државе, близу државне границе са Пољском - 2 километра северно од града. Главни град државе, Братислава, налази се 390 километара југозападно од града.
Рељеф: Спишка Стара Вес се развила у долини реке Дунајец, у северној подгорини планине Спишка Магура, дела Татри. Град је положен на приближно 510 метара надморске висине.
Клима: Клима у Спишкој Старој Веси је оштрији облик умерено континенталне климе због знатне надморске висине.
Воде: Непосредно северно од Спишке Старе Веси протиче река Дунајец, која је истовремено и граница ка суседној Пољској.

## Историја
Људска насеља на овом простору везују се још за време праисторије. Први помен града је из 1309. године. Следећих векова Спишка Стара Вес је обласно трговиште на северу Угарске.
Крајем 1918. Спишка Стара Вес је постала део новоосноване Чехословачке. У време комунизма град је нагло индустријализован, па је дошло до наглог повећања становништва. После осамостаљења Словачке град је постао њено општинско средиште, али је дошло до привредних тешкоћа у време транзиције.

## Становништво
| Година:    | 1994. | 2004.   | 2014.   | 2024.   |
| ---------- | ----- | ------- | ------- | ------- |
| Број људи: | 2320  | 2337    | 2267    | 2156    |
| Разлика:   |       | +0,73 % | -2,99 % | -4,89 % |

| Година:    | 2023. | 2024.   |
| ---------- | ----- | ------- |
| Број људи: | 2178  | 2156    |
| Разлика:   |       | -1,01 % |

Данас Подољинец има око 2.200 становника и последњих година број становника опада.
Етнички састав: По попису из 2001. састав је следећи:
- Словаци - 93,8%,
- Роми - 4,5%,
- Пољаци - 0,5%,
- остали.

Верски састав: По попису из 2001. састав је следећи:
- римокатолици - 93,2%,
- гркокатолици - 2,9%,
- атеисти - 1,7%,
- лутерани - 0,8%,
- остали.

## Галерија
- Главна градска улица
- Стамбени део насеља
- Дом културе
- Обласни музеј